# Okashina Okashina Anoko
Okashina Okashina Anoko (japanisch おかしなおかしなあの子, dt. etwa „An diesem Mädchen ist irgendetwas seltsam“) ist eine Manga-Serie von Shōtarō Ishinomori, die von 1964 bis 1966 in Japan erschienen ist. 1971 erschien eine Anime-Adaption von Studio Toei Doga, die als Sarutobi Etchan veröffentlicht wurde. In anderen Länder ist die Serie als Hela Supergirl, E-chan the Ninja oder Monkey-style Jumper E-chan bekannt.

## Inhalt
Etsuko Sarutobi scheint ein gewöhnliches junges Mädchen zu sein, aber der Schein kann trügen, denn sie stammt vom großen Ninja Sasuke Sarutobi ab und besitzt eigene Ninja-Fähigkeiten. Etsuko ist auch zu allerlei außergewöhnlichen Leistungen fähig: Sie kann mit Tieren kommunizieren, besitzt hypnotische und telepathische Fähigkeiten und ist stärker und intelligenter als normale Mädchen ihres Alters. Aber trotz allem ist Etchan immer noch ein junges Mädchen und wie jedes junge Mädchen macht sie Fehler. Doch sie erhält Hilfe ihren Freunden: Dem durchschnittlichen Schulmädchen Miko, dem Gerechtigskeitsbesessenen Taihei Tenka und dem Hund Buku, der im Osaka-Dialekt spricht. Gemeinsam lösen sie Probleme in ihrem Alltag und in der Nachbarschaft. Ihr Gegenspieler dabei ist oft der tyrannische Takeshi Oyama.

## Veröffentlichung
Der Manga erschien 1964 im Magazin Margaret beim Verlag Shūeisha. Dieser brachte die Kapitel auch gesammelt in 5 Bänden heraus.

## Animeserie
Eine Adaption als Anime entstand beim Studio Toei Animation unter der Regie von Hiromi Yamamoto, Hiroshi Ikeda, Katsutoshi Sasaki, Masayuki Akehi, Minoru Okazaki, Takashi Hisaoka, Toshio Katsuta, Yoshio Takami und Yūgo Serikawa. Die Drehbücher schrieben Kuniaki Oshikawa, Masaki Tsuji, Noboru Shiroyama, Shotaro Ishinomori, Shunichi Yukimuro und Tadaaki Yamazaki. Für das Charakterdesign war Shinya Takahashi zuständig und die künstlerische Leitung lag bei Fumihiro Uchiyama. An der sechsten Folge war Hayao Miyazaki als Animator beteiligt.
Die 26 je 25 Minuten langen Folgen enthalten je zwei Geschichten wurden vom 4. Oktober 1971 bis 27. März 1972 von TV Asahi in Japan ausgestrahlt. Die Serie wurde stets Montags auf dem Sendeplatz ausgestrahlt, den zuvor Himitsu no Akko-chan eingenommen hatte. Eine italienische Fassung wurde als Hela Supergirl in Italien gezeigt und auch eine polnische wurde unter dem Titel Hella Superdziewczyna im Fernsehen ausgestrahlt.

### Synchronisation
| Rolle           | japanischer Sprecher (Seiyū) |
| --------------- | ---------------------------- |
| Etsuko Sarutobi | Michiko Nomura               |
| Taihei Tenka    | Akio Nojima                  |
| Buku Ohira      | Ichirō Nagai                 |
| Kurihei Tenka   | Mitsuko Asô                  |
| Takeshi Ōyama   | Ryouichi Tanaka              |

### Musik
Die Musik der Serie komponierte Seiichirō Uno. Das Vorspannlied ist Etchan von Eiko Masuyama. Der Abspann ist unterlegt mit Etchan ga suki ya, gesungen von Kazuo Kumakura.

## Nachwirkungen
Der Anime inspirierte Katsuhiro Otomo zu einigen eigenen Geschichten über Mädchen mit übernatürlichen Fähigkeiten, die allerdings für erwachsene Leser gedacht waren, dramatischer und weniger lustig ausfielen. Zu diesen von Etchan inspirierten Figuren gehört das Schulmädchen aus Das Selbstmordparadies von 1980.